# アルメン・サルキシャン
アルメン・サルキシャン（アルメニア語: Արմեն Վարդանի Սարգսյան、英語：Armen Vardani Sarkissian、1953年6月23日 - ）は、アルメニアの政治家、物理学者、コンピューター科学者。第4代アルメニア大統領（在任：2018年4月9日 - 2022年2月1日）。首相、駐イギリス大使を歴任した。

## 経歴
1953年6月23日にソビエト連邦のアルメニア・ソビエト社会主義共和国のエレバンに誕生する。エレバン国立大学理論物理学・数学部卒業後、1976年から1984年まで同大学の物理学助手のち准教授を務めた。1988年には理論物理学部に複雑系コンピューターモデリング学科を立ち上げ、学科長に就任した。
その後、ケンブリッジ大学から客員研究員として招かれ、教授にまで昇格した。アルメニア共和国国立科学アカデミーやアルメニア国立競争力評議会のメンバーにも名を連ねた。
1991年10月、サルキシャンは在ロンドンアルメニア大使館を設立した。これは、アルメニアが西側諸国に初めて立ち上げた大使館であった。これを契機に、サルキシャンは欧州連合 (EU) やベルギー、オランダ、ルクセンブルク、バチカン市国の外交団にも加わった。1995年から1996年には、EU駐在のアルメニア代表部長を務めた。
1996年11月には大統領のレヴォン・テル＝ペトロシャンから首相に指名され、1997年3月20日までの4か月間在任した。首相辞任の理由については、公式には病気療養のためとされたが、国防相ヴァズゲン・サルキシャンとの確執が原因との見方も上がった。その後は欧州復興開発銀行 (EBRD) の総裁特別顧問を経て、1998年から2000年までEBRD理事を務めた。
1998年には駐イギリス大使に任命され、大統領に就任する2018年4月9日まで務めあげた。
サルキシャンはハーバード大学ケネディスクール学部長諮問委員会委員、シカゴ大学ハリス公共政策研究大学院学部長諮問委員会委員、国際研究交換委員会 (IREX) 理事など、複数の国際機関の役員を歴任した。イギリスのクイーン・メアリー・ウェストフィールド・カレッジ（現在のロンドン大学クイーン・メアリー・カレッジ）数学部からは、名誉上級研究員として招聘された。2013年からは、アルメニアのディジャンに本部を置くインターナショナルスクール評議会に務めている。

### 大統領職
2018年1月、サルキシャンは大統領のセルジ・サルキシャンから、2015年の憲法改正後初めて実施される大統領選に、与党の共和党から立候補するよう要請された。セルジの後押しに加えて、アルメニア革命連盟やツァルキアン連合といった政党もこれを支持し、3月2日にサルキシャンは国会における投票の結果、大統領に選出された。この大統領選に立候補したのはサルキシャンのみであった。
大統領就任式は4月9日に、エレバンのカレン・デミルチヤン・コンプレックスで行われた。就任式終了後にはエラブルール国立墓地を訪問し、国防相のヴィゲン・サルキシャンとともに記念碑に花輪を捧げた。
サルキシャンの大統領就任式が行われた日、カレン・カラペチャン率いる内閣は総辞職した。新首相の選定には一週間を要したが、4月16日に前大統領セルジ・サルキシャンが与党の国会議員の全員一致で首相に推挙され、4月17日に国会の承認を受けた。しかし、セルジの首相就任に対して大規模な抗議行動が発生したため、セルジは6日後に首相を退いた。このため、カラペチャンが暫定首相に任命されたが、5月8日にニコル・パシニャンが59票対42票で次期首相に選出された。
5月26日、サルキシャンはグルジア民主共和国の成立100周年記念行事に参列するため、ジョージアのトビリシを訪問した。これがサルキシャンにとって、初めての外国公式訪問となった。滞在中にはジョージア大統領のギオルギ・マルグヴェラシヴィリや「ジョージアの夢」代表のビジナ・イヴァニシヴィリ、フィンランド大統領のサウリ・ニーニストらと会談した。
2018年6月には、大統領の権力と首相の権力の均衡を図る憲法改正を提案した。
2018年11月11日の第一次世界大戦終結100周年に際しては、スイス放送協会のインタビューの中で、アルメニア人虐殺に関し、トルコ大統領のレジェップ・タイイップ・エルドアンに次のような言葉をかけたいと述べた。
"はじめに、大統領にご挨拶を送ります。われわれはともに話し合うべき問題を抱えていると思います。あなたはトルコの大統領、わたしはアルメニアの大統領です。わたしの家族、祖父母はエルズルム、ヴァン、そしてビトリスの出身で、それぞれの土地に家族の歴史があります。両国の関係について、話し合いを始めようではありませんか？わたしたち個人について話そうではないですか？"
2019年10月22日の即位礼正殿の儀に参列し、24日には迎賓館赤坂離宮で安倍晋三内閣総理大臣と会談を行った。
2020年9月27日に勃発したアゼルバイジャンとのナゴルノ・カラバフ紛争ではアルメニアが事実上敗北し、11月10日より発効した停戦合意では30年間支配下に置いてきたアルツァフ共和国の領土の大部分をアゼルバイジャンに返還することとなった。しかしサルキシャンは事前に停戦合意の内容を知らされておらず、ニコル・パシニャン首相が合意を受け入れたとして批判。国内からも批判の声が高まり、大統領令でゾラブ・ムナチャカニャン外相と警察当局の治安維持軍司令官を解任し、また11月17日にはパシニャン首相にも内閣総辞職と総選挙の実施を要求した。その後もパシニャン首相とはオニーク・ガスパリアン軍参謀総長の解任などを巡ってことごとく対立し、2022年1月22日には大統領辞任を表明したが、その理由として憲法上、大統領に必要な権限が与えられていないことを挙げており、背景にはパシニャンとの対立があるとも見られている。翌23日には辞任に関する公式声明を発表した。
- アメリカのマイク・ポンペイオ国務長官と（2018年6月29日）
- イギリスのリズ・トラス外相と（2021年11月2日）
- シンガポールにて（2021年11月17日）

## 人物
妻はマテナダランに勤める研究者のヌネ・サルキシャン（1954年生）。2人の子がいる。イギリスに滞在経験があるため、アルメニア語とロシア語に加えて英語も堪能である。2011年12月まではイギリスの市民権も所有していた。2019年4月時点で300万ユーロ（16億ドラム）以上の総資産がある。